# Zdeněk Svěrák
Zdeněk Svěrák (ur. 28 marca 1936 w Pradze) – czeski aktor, komik i scenarzysta.

## Życiorys
W 1958 roku ukończył praską Wyższą Szkołę Pedagogiczną na wydziale języka czeskiego i literatury. Studiował pedagogikę na Uniwersytecie Karola w Pradze. W latach 1958–1961 pracował jako nauczyciel w szkole podstawowej w Měcholupach w pobliżu Žatca i gimnazjum w Žatcu. W latach 1961–1969 był redaktorem publicznej rozgłośni radiowej Český rozhlas. W latach 1977–1991 pisał scenariusze dla studia filmowego Barrandov Studio. W latach 1961–1969 był członkiem Komunistycznej Partii Czechosłowacji, o czym opowiadał w wywiadzie dla czeskiego magazynu Reflex. W 1989 był jednym z sygnatariuszy petycji Kilka zdań (Několik vět) opublikowanej przez inicjatywę Karta 77.
Jego prace obejmują ponad 300 muzycznych dzieł, sztuk oraz ponad 10 filmów. Najbardziej znane z jego scenariuszy to Kola (Kolja; nagrodzony Oscarem) oraz Szkoła podstawowa (Obecná škola; nominacja do Oscara). Razem z bliskim przyjacielem Ladislavem Smoljakiem stworzyli fikcyjną osobowość Járę Cimrmana (uniwersalny geniusz, wynalazca, sportowiec, kryminalista, poeta, pisarz oraz filozof), który prawdopodobnie zwyciężyłby w głosowaniu na Największego Czecha w 2005 roku (ale fakt, że była to postać fikcyjna, uniemożliwił zwycięstwo).
W 1999 został odznaczony Medalem za zasługi III stopnia.
Jego syn Jan Svěrák jest reżyserem filmowym, znanym m.in. z reżyserii filmu Butelki zwrotne (Vratné lahve), nakręconego na podstawie scenariusza napisanego przez ojca.

## Filmografia

### Scenariusz
- 2007: Butelki zwrotne (Vratné lahve)
- 2001: Ciemnoniebieski świat (Tmavomodrý svět)
- 1996: Kola (Kolja)
- 1994: Akumulátor 1 (Akumulátor 1)
- 1991: Szkoła podstawowa (Obecná škola)
- 1985: Wsi moja sielska, anielska (Vesničko má středisková)
- 1980: Kelner, płacić! (Vrchni, prchni!)
- 1976: Mareczku, podaj mi pióro (Marečku, podejte mi pero!)
- 1974: Kto szuka złotego dna (Kdo hledá zlaté dno)

### Obsada
- 2008: Anatomia gagu (Anatomie Gagu)
- 2007: Butelki zwrotne (Vratné lahve) jako Josef Tkaloun
- 2001: Ciemnoniebieski świat (Tmavomodrý svět) jako hinduski członek RAF, jadący na rowerze
- 1996: Kola (Kolja) jako František Louka
- 1994: Akumulátor 1 (Akumulátor 1) jako Fišárek
- 1991: Szkoła podstawowa (Obecná škola) jako Fanouš Souček
- 1985: Wsi moja sielska, anielska (Vesničko má středisková) jako Ryba
- 1984: Święto przebiśniegu (Slavnosti sněženek) jako kierowca trabanta
- 1980: Kelner, płacić! (Vrchni, prchni!) jako Parizek
- 1976: Mareczku, podaj mi pióro (Marečku, podejte mi pero!) jako Slajs
- 1976: Na skraju lasu (Na samote u lesa) jako Oldrich Lavicka
- 1970: Jest pan wdową, proszę pana! (Pane, vy jste vdova!) jako krytyk w teatrze
- 1969: Skowronki na uwięzi (Skřivánci na niti)